# Uwe Proske
Uwe Proske est un escrimeur allemand né le 10 octobre 1961 à Löbau.

## Carrière
Uwe Proske participe à l'épreuve d'épée lors des Jeux olympiques d'été de 1992 à Barcelone et remporte la médaille d'or dans l'épreuve par équipe.

## Palmarès

### Jeux olympiques
- Jeux olympiques d'été de 1992 à Barcelone
  -  Médaille d'or à l'épée par équipe